# Bhután közlekedése
Bhután közlekedése túlnyomó részt a 12 205 km hosszúságú közúton zajlik. Az országban mindössze négy repülőtér van, amelyek közül kettőnek van szilárd burkolata. A parói repülőtér az egyetlen repülőtér, amely nemzetközi járatokkal rendelkezik. A bhutáni infrastruktúra-modernizációs programok részeként az útrendszer az 1960-as évek óta folyamatos fejlesztés alatt áll. Az országban nincsenek vasutak (bár egy rövid vasútvonalat 2005-2009 óta terveznek India felé). Mivel Bhután tengerparttal nem rendelkező ország, nagyobb vízi utak nélkül, nincsen kikötője sem.

## Úthálózat

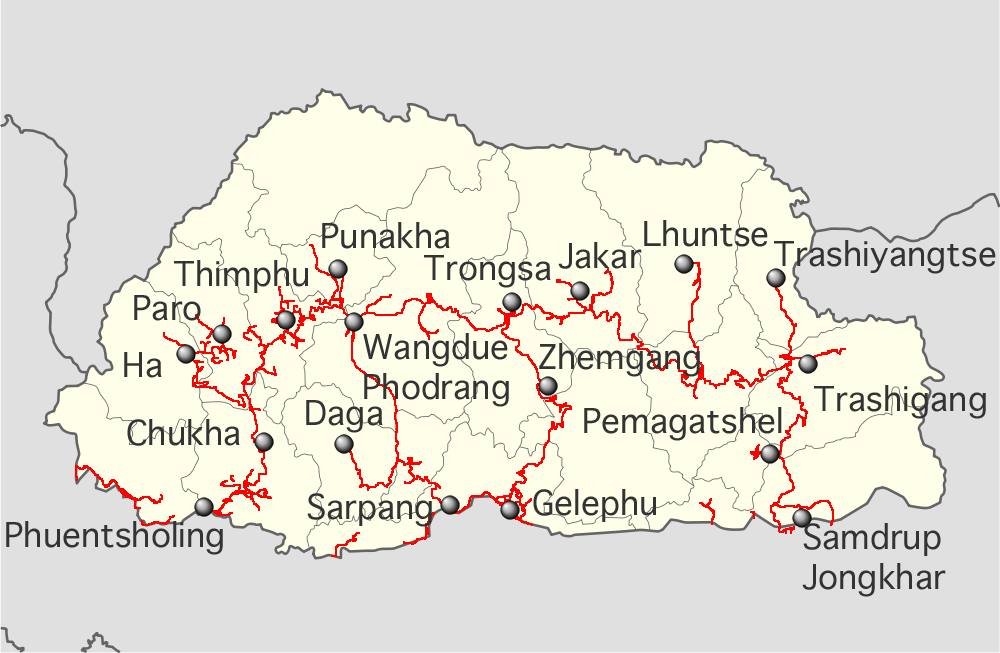
Bhután autóútjai

Bhután 12.205 km hosszú közúti hálózattal rendelkezik. Ennek nagy része burkolatlan útból áll. Az 1960-as évekig a közlekedés öszvér- vagy lóháton, ennek hiányában gyalogszerrel zajlott. 1961-ben Indiától a bhutáni Timpuig a 205 km-es távolság megtétele hat napig tartott.
Az úthálózat tervszerű fejlesztése az „első fejlesztési terv” alatt kezdődött 1961-1966 között. Az első, 175 km hosszú burkolt útszakasz 1962-re készült el. Egy ide csatlakozó út később Paro és Puncoling–Timpu között létesített kapcsolatot. Terepjárók által használható útszakasz létesült Timpu, Puncoling és Dzsajga között (Nyugat-Bengál). Az utazáshoz szükséges idő ezzel a határtól Timpuig motorbiciklivel 6 órára csökkent.
Mintegy 30.000 indiai, nepáli és bhutáni munkást alkalmaztak az út építése során. India anyagilag is segítette az építkezést, mivel akkoriban úgy vélték, hogy Kína irányából támadás érheti Indiát.
Egy másik út Tasigang és Tavang között épült (Arunácsal Prades tartomány, India).

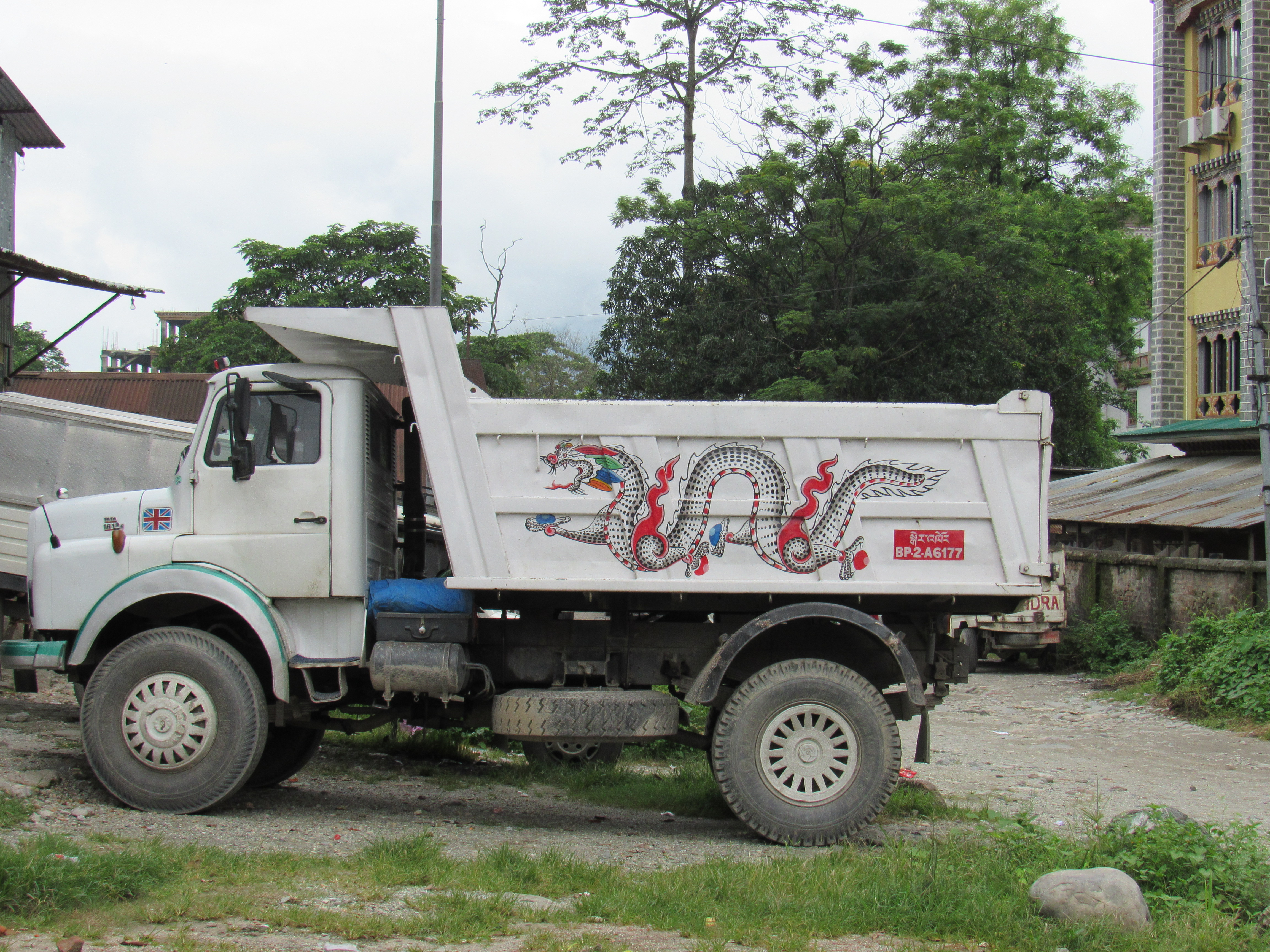
Dömper Bhutánban

Nagyjából 1500 km út épült jórészt kézi erővel az 1970-es évek közepére. Az utak hossza  2280 km volt 1989-ben, amiből 1750 km aszfalttal burkolt út volt. Ebből 1393 km-t autópályának minősítettek.
A déli területeken főleg a nagyobb településeket igyekeztek összekötni burkolt utakkal, az északi, hegyvidéki területeken az utazás még az egyik völgyből a legközelebbi másik völgybe is nehézségekkel jár.
A legtöbb út folyóvölgyekben halad.
A hatodik fejlesztési terv során (1987–1992) Indiával közösen tervek készültek 1000 km út megépítésére vagy fejlesztésére. A cél az volt, hogy Bhután öt nagy folyóvölgye burkolt úthálózattal legyen összekötve 1992-re. Emellett fontosnak tartották az akkor mintegy 2500 km hosszúságú, öszvérekkel járható úthálózat fejlesztését, amikkel az ország 4500 kisebb települése elérhető.
Az ország elsődleges útja a Kelet-Nyugati Autópálya, amelynek építését 1962-ben kezdték meg. Az út Puncolingben indul az indiai délnyugati határon, és a távol-keleti Tasigangba érkezik, ahonnan elérhető például Paro, Timpu és Punaka. A 2,5 méter széles útnak mindkét irányban biztosítania kell a forgalmat, mivel a Közép-Himaláján egy átmenő szélesebb út kialakításának költségei megfizethetetlenek lennének. A biztonsági korlátok, az útjelzések és táblák ritkák. A forgalom lassú, általában körülbelül 15 km/h, hogy ezzel elkerüljék a frontális ütközéseket (amik a meredek hegyi utakon a lezuhanás miatt könnyen végzetesek lehetnek, még ilyen kis sebesség mellett is). A közúti balesetek ennek ellenére gyakoriak.
A parói repülőtér és a Timpu közötti útvonal nagy részét kétsávos úttá fejlesztették.

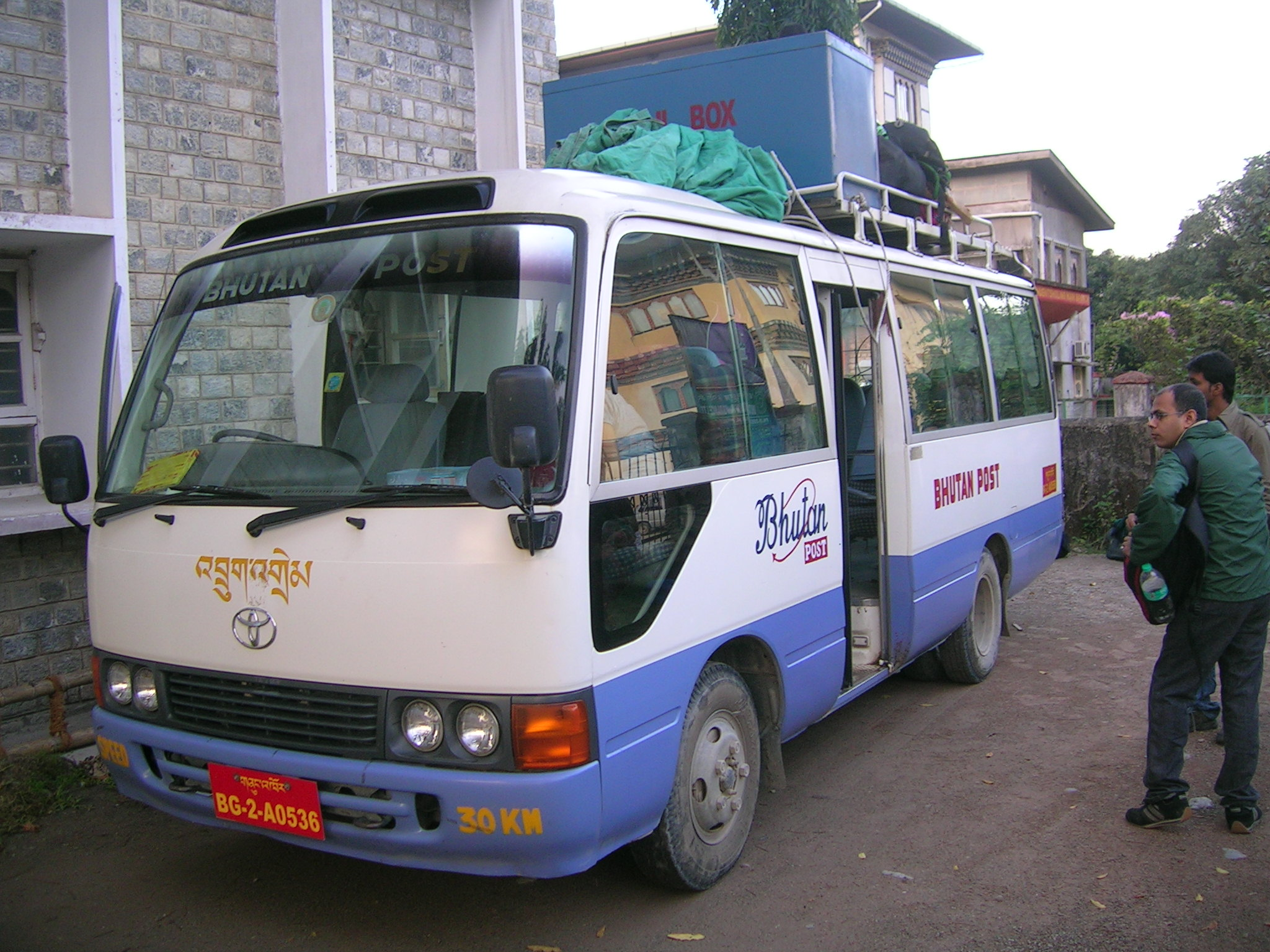
Személyszállító busz Timpu és Puncoling között

Az úthálózat számos magas átjárón halad át, ilyenek például Tremo la és Do csu la is. A legmagasabb átjáró az úton Gszer-csen dzongnál van; a második legmagasabb átjáró Trumsing la-ban található, Bhután központjában, 3800 méter tengerszint feletti magasságban.
A főutakat Bhután nyugati, illetve keleti részén az India által fenntartott Dantak tartja karban.
Az ország geológiájának nagy része instabil, gyakran fordul elő  földcsuszamlás, amit súlyosbítanak a nyári monszun és a téli hóviharok, valamint a fagyhullámok. Indiai munkások csapatait a hegyi átjárókban lévő munkatáborokban helyezik el, hogy ott megtisztítsák a földcsuszamlások miatt eltömődött utakat. A táborok körülményei rosszak: a munkások  kavicsokat törnek a sziklákból, amikor nem az úttisztítással foglalkoznak. Nemzetközi segítségnyújtási projektek próbálnak segíteni a legrosszabb  útszakaszok stabilizálása érdekében. Egy jelentős japán támogatási projekt célja a keskeny, egysávos hidak nagy részének kicserélése kétirányúra, amelyek képesek a nehezebb forgalom szállítására.
A teherforgalom nagy részét nyolctonnás, indiai Tata teherautókkal végzik (224 kW, 300 LE), amik gyakran szó szerint túlterheltek.
Létezik személyszállításra szánt buszhálózat.
Az utakon leggyakrabban látható jármű a négykerék-meghajtású kisteherautó.
Az állami járművezetők képzettségét a Samthang Szakképző Intézet autósiskolájában végzik (korábbi nevén Nemzeti Autóvezetői Intézet). Egyes utakon közlekedési lámpák vannak.

## Tervezett vasút
Bhutánnak nincs vasútja, de 2005. január 25-én Bhután királya és India miniszterelnöke megállapodott a vasúti összeköttetés megvalósíthatósági tanulmányának elvégzéséről. A lehetséges útvonalak Hászimára – Puncoling, leágazásokkal Paszaka (18 km); Kokrádzshár – Gelephu (70 km); Páthsála – Naglam (40 km); Rangla – Darranga – Szamdrup dzsonkar (60 km) és Bánarhát – Szamszte irányába.
2009 decemberében Bhután királya jóváhagyta a végső tervet egy 1676 mm nyomtávolságú, 18 km-es vasútvonal megépítéséről Hászimára (Nyugat-Bengál) és Toribari között (Bhután). A vasútvonalat, ami Szatali, Bharna bari és Dalszingpara között közlekedik, az indiai vasúttársaság építi, és megépítése után ők lesznek a tulajdonosok is.

## Légiközlekedés

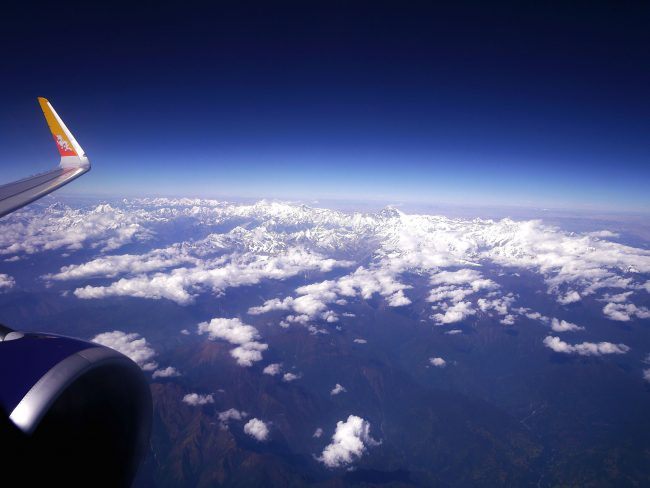
A Himalája, repülőről fényképezve Delhiből a Paro repülőtérre tartva

Bhutánnak négy repülőtere van, amelyek közül három ( Paro, Batpalatang és Jongphula) működik; a Gelephu repülőtér tervezett átadása 2017 decembere volt. Paro, az ország egyetlen nemzetközi repülőtere meredek oldalú völgyben helyezkedik el, levegőben való megközelítése a vizuális repülési szabályokra korlátozódik, és csak nappal használható. A monszun időszakban a járatokat gyakran késlelteti a sűrű felhőtakaró. A Drukair az egyetlen nemzeti légi fuvarozó vállalat, ez köti össze Parót más országokkal.
A repülőtér az egyik legmagasabban fekvő és legnagyobb kihívást jelentő repülőtér, ahol menetrend szerinti repülőgépek szállnak le. A pilóták számára minimális felszerelés áll rendelkezésre, és speciális képzés szükséges a keskeny völgyben lévő rövid kifutópályán történő leszálláshoz. A szél és a rossz időjárás késleltethet vagy törölhet egy-egy járatot. A legjobb utazási időszak április-május és október-november közötti időszakban van.
Batpalatang és Jongphula Bhután belföldi repülőtere. A Bhutáni Királyi Kormány tizedik ötéves terve (2008–2013) magában foglalta egy belföldi repülőtér építését a Sarpang körzetben, Gelephuban. Nemzetközi repülőteret terveztek a gelephui helyszínre, de a projekt hatályát 2008 októberében belföldi repülőtérre csökkentették. 2010 januárjában a bhutáni Polgári Repülési Minisztérium jelezte, hogy a Gelephu belföldi repülőtere kibővíthető lesz minden időjárási körülmények között használható kategóriájúra, amellyel a repülőtér képes lesz a jövőben nemzetközi forgalomra is. Az építkezésnek 2010 végén kellett megkezdődnie, a repülőtér pedig 2011 júniusában kezdte volna meg a működését. A Gelephui repülőtér első, 2012. októberi ünnepélyes megnyitó repülése ellenére a repülőtér nem kezdte meg a rendszeres üzemelést, mivel azt a polgári repüléssel foglalkozó  minisztérium nem hagyta jóvá.

## Városi közlekedés
A Timpu és Paro településeken belül buszok közlekednek, illetve taxik állnak az utasok rendelkezésére.

## Fordítás
- Ez a szócikk részben vagy egészben  a   Transport in Bhutan című angol Wikipédia-szócikk fordításán alapul.  Az eredeti cikk szerkesztőit annak laptörténete sorolja fel. Ez a jelzés csupán a megfogalmazás eredetét és a szerzői jogokat jelzi, nem szolgál a cikkben szereplő információk forrásmegjelöléseként.